# Chamaxculit
Chamaxculit är en ort i Mexiko.   Den ligger i kommunen Ixtepec och delstaten Puebla, i den sydöstra delen av landet, 170 km öster om huvudstaden Mexico City. Chamaxculit ligger 744 meter över havet och antalet invånare är 201.
Terrängen runt Chamaxculit är kuperad åt nordväst, men åt sydost är den bergig. Runt Chamaxculit är det ganska tätbefolkat, med 207 invånare per kvadratkilometer. Närmaste större samhälle är Olintla, 8,0 km nordväst om Chamaxculit. I omgivningarna runt Chamaxculit växer i huvudsak städsegrön lövskog.